# Верблюд в геральдике
Верблюд — геральдическая фигура, распространённая в территориальной геральдике, обозначающая торговые пути и успешную торговлю.
Изображался с одним и двумя горбами, навьюченным и без поклажи, иногда с уздой. В подавляющем большинстве изображался в полный рост и редко отсечённая голова (несколько голов). В цветовом изображении, как правило, натурального цвета, реже — золотой. Вкладываемая в него символика имеет положительное и правдивое значение: "смирение", "скромность и благоразумие", потому, что поддерживает безропотно уставших, но не берёт груза больше, чем может выдержать.
В гербовнике П. фон Винклера геральдическая фигура верблюда используется в гербах или их отдельных частей городов: Баку (Каспийская обл.), Семипалатинск, Челябинск. Присутствовал в гербе Семипалатинской области.
В Российской Федерации является гербом Челябинска и Челябинской области, входит в гербы городов данной области: Верхний Уфалей и Троицк, а также входит в гербы Светлинского и Кош-Агачского районов.
В международной геральдике отражен в гербах: Эритреи, Пльзень (Чехия), откуда герб перекочевал на этикетки пльзеньского пива Pilsner Urguell.

## Галерея

Эмблема Эритреи
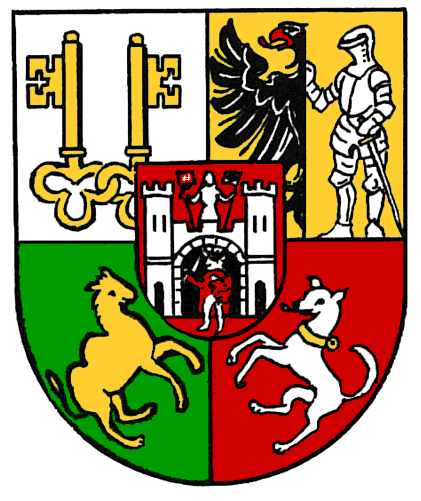
Герб Пльзеня
Герб испанского муниципалитета Туинехе
Герб французской коммуны Ла-Курон
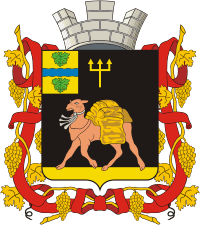
Герб Казалинска времен Российской империи
Герб Семипалатинской области
Герб Челябинской области
Герб Челябинска
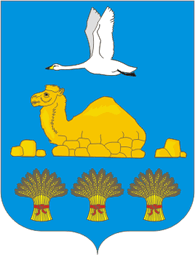
Герб Светлинского района Челябинской области
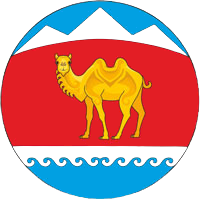
Герб Кош-Агачского района Челябинской области
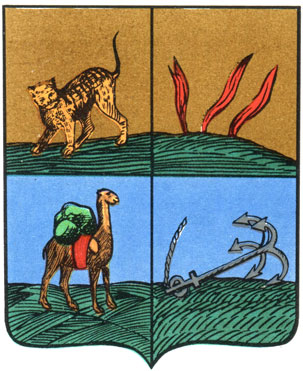
Первый герб Баку